# Wates (Ngaliyan)
Wates is een bestuurslaag in het regentschap Semarang van de provincie Midden-Java, Indonesië. Wates telt 4295 inwoners (volkstelling 2010).